# Daniel Hugo Cámpora Sívori
Daniel Hugo Cámpora Sívori (San Nicolás, 30 de juny de 1957), és un jugador d'escacs argentí, que resideix actualment a Espanya, i té el títol de Gran Mestre. Obtingué el títol de Mestre Internacional el 1982, i el de GM el 1986.
A la llista d'Elo de la FIDE de l'octubre del 2020, hi tenia un Elo de 2420 punts, cosa que en feia el jugador número 22 (en actiu) de l'Argentina. El seu màxim Elo va ser de 2565 punts, a la llista del juliol de 1992.

## Resultats destacats en competició
El 1975 fou campió júnior de l'Argentina, campió absolut del país els anys 1986 i 1989, i subcampió el 1978 i 1987. Ha guanyat el Torneig d'Escacs Ciutat de Villarrobledo en dues ocasions.
Ha guanyat els torneigs de Tuzla 1983 (+7 =2 -2), Niš 1985, Pančevo 1985 (+7 =6), Biel 1989, i fou tercer al fort Torneig de Biel de 1987.
El 2007 fou sisè a Madrid (Torneig de Mestres de la Federació Madrilenya, el campió fou Renier Vázquez Igarza)
El setembre de 2016 fou segon al XVI Open Ciudad de Villanueva de Córdoba, per darrere del Gran Mestre extremeny Manuel Pérez Candelario.

### Participació en competicions per equips
Ha participat, representant l'Argentina, en vuit olimpíades d'escacs.
- El 1978, a la taula 4 a la 23 olimpíada a Buenos Aires (+3 -3 =2);
- El 1982, a la taula 2 a la 25 olimpíada a Lucerna (+7 -2 =4);
- El 1986, a la taula 1 a la 27 olimpíada a Dubai (+6 -1 =6);
- El 1988, a la taula 1 a la 28 olimpíada a Thessaloniki (+3 -4 =5);
- El 1992, a la taula 1 a la 30 olimpíada a Manila (+3 -0 =9);
- El 1994, a la taula 1 a la 31 olimpíada a Moscou (+7 -1 =1);
- El 2000, a la taula 2 a la 34 olimpíada a Estambul (+3 -1 =5);
- El 2004, a la taula 2 a la 36 olimpíada a Calvià (+4 -0 =6).

A Moscou 1994 hi va guanyar una medalla d'or individual al primer tauler (7,5/9) i la medalla d'argent al millor rendiment per Elo (2776); va derrotar els GMs d'elit Vesselín Topàlov i Aleksandr Morozévitx.